# 8-Hidroksifuranokumarin 8-O-metiltransferaza
8-hidroksifuranokumarin 8-O-metiltransferaza (EC 2.1.1.70, furanokumarinska 8-metiltransferaza, furanokumarinska 8-O-metil-transferaza, ksantotoksolna 8-O-metiltransferaza, XMT, 8-hidroksifuranokumarinska 8-O-metiltransferaza, SAM:ksantotoksol O-metiltransferaza, -adenozil--metionin:8-hidroksifuranokumarin 8-O-metiltransferaza, ksantotoksolna metiltransferaza, ksantotoksolna O-metiltransferaza, -adenozil--metionin:ksantotoksol O-metiltransferaza, -adenozil--metionin-ksantotoksolna O-metiltransferaza) je enzim sa sistematskim imenom S-adenozil--metionin:8-hidroksifurokumarin 8-O-metiltransferaza. Ovaj enzim katalizuje sledeću hemijsku reakciju
(1) -adenozil--metionin + 8-hidroksifurokumarin {\displaystyle \rightleftharpoons } -adenozil--homocistein + 8-metoksifurokumarin (opšta reakcija)
(2) -adenozil--metionin + ksantotoksol {\displaystyle \rightleftharpoons } -adenozil--homocistein + ksantotoksin
Enzim konvertuje ksantotoksol u ksantotoksin, koji ima terapeutski potencijal u treatmanu psorijaze.

## Literatura
- Nicholas C. Price; Lewis Stevens (1999). Fundamentals of Enzymology: The Cell and Molecular Biology of Catalytic Proteins (Third изд.). USA: Oxford University Press. ISBN 019850229X.
- Eric J. Toone (2006). Advances in Enzymology and Related Areas of Molecular Biology, Protein Evolution (Volume 75 изд.). Wiley-Interscience. ISBN 0471205036.
- Branden C; Tooze J. Introduction to Protein Structure. New York, NY: Garland Publishing. ISBN 0-8153-2305-0.
- Irwin H. Segel. Enzyme Kinetics: Behavior and Analysis of Rapid Equilibrium and Steady-State Enzyme Systems (Book 44 изд.). Wiley Classics Library. ISBN 0471303097.
- William P. Jencks (1987). Catalysis in Chemistry and Enzymology. Dover Publications. ISBN 0486654605.

## Spoljašnje veze
- 8-hydroxyfuranocoumarin+8-O-methyltransferase на 